# Cyril Revillet
Cyrille Revillet est un footballeur français né le 13 novembre 1974 à Aubagne. Son poste de prédilection est milieu de terrain (1,70 m pour 68 kg).

## Biographie
Il joue 3 matchs en Ligue 1 sous les couleurs de l'OM.

## Carrière
- 1993-1996 : Olympique de Marseille  France
- 1996-1997 : Olympique Charleville  France
- 1997-1999 : Le Mans UC  France
- 1999-2001 : ES Wasquehal  France
- 2001-2002 : Gazélec Ajaccio  France
- 2002-2003 : Stade Beaucairois  France
- 2003-2004 : Sporting Toulon Var  France
- 2004-2005 : FC Martigues  France
- 2005-2006 : SO Cassis Carnoux  France[1]

## Palmarès
- Champion du monde militaire en 1995 avec l'équipe de France militaire
- Champion de France de D2 en 1995 avec l'Olympique de Marseille